# Al-Kindi
Abū Yūsuf Ya´qūb ibn Isḥāq al-Kindī (en árabe: أبو يوسف يعقوب بن إسحاق الكندي‎) (Kufa, actual Irak, 801 - Bagdad, 873) fue un matemático, polimata, filósofo y astrólogo árabe musulmán. Su padre era gobernador de Kufa, por lo que le fue fácil relacionarse con la corte abasí, al grado que llegó a ser preceptor de un hijo del califa Al Mu'tasim  (m. 227h. / 842 n. e.). Al-Kindi trabajó en filosofía, política, astrología, astronomía, cosmología, química, lógica, matemática, música, medicina, física, psicología y meteorología.
Hombre profundamente religioso, fue de los primeros que hicieron traducir al árabe la obra de Aristóteles, de quien recibió una profunda influencia al formular su propia obra filosófica. Este proceso de traducción, que podía proceder directamente del griego, también se realizaba por mediación de las traducciones ya existentes del griego al siríaco. El vocabulario gestado por los traductores siríacos fue en ocasiones arabizado y ayudó a conformar el primer vocabulario filosófico árabe que encontramos en la obra de Al Kindí. Además del influjo aristotélico, fue muy importante el uso de la obra conocida como Teología de Aristóteles, que al parecer era una selección o paráfrasis de algunas Enéadas de Plotino, aunque también se ha propuesto la tesis de que es la traducción de los apuntes que Amelio habría hecho durante las clases de Plotino en Roma.
A su cultura filosófica se unía un profundo conocimiento de las matemáticas, la medicina, la geometría y otras disciplinas científicas. Ello, unido a su defensa del libre albedrío entre sus coetáneos, le llevó a considerar la necesidad de crear una doctrina filosófica capaz de agrupar los distintos conocimientos humanos.
La Europa medieval solo conoció una muy pequeña parte de esta inmensa obra. Pero en cambio uno de sus escritos ha llegado a tener una importancia especial por tratar un tema que tuvo mucha repercusión en Europa: el problema del entendimiento. Sin embargo, dentro del pensamiento filosófico árabo-islámico, su importancia trasciende el lugar que el medievo latino le asignó. Con él asistimos a la fundación de un tópico fundamental de este pensamiento al hacer tema de reflexión las relaciones entre religión y filosofía, que para él se traduce en desentrañar el vínculo que hay entre el conocimiento propiamente filosófico y el profético. El primero se realiza después de una larga investigación, el segundo llega de golpe, sin ninguna investigación, pero mientras que el primero lo adquirimos a través de nuestra actividad intelectual que activa el razonamiento lógico, la segunda aparece por acción de Dios sobre los profetas. Sólo en este contexto es comprensible el tratamiento del problema del intelecto y el alma intelectual, puesto que de trasfondo está el intento de Al-Kindi de comprender cómo es posible la revelación profética.

## La filosofía clásica y el islam

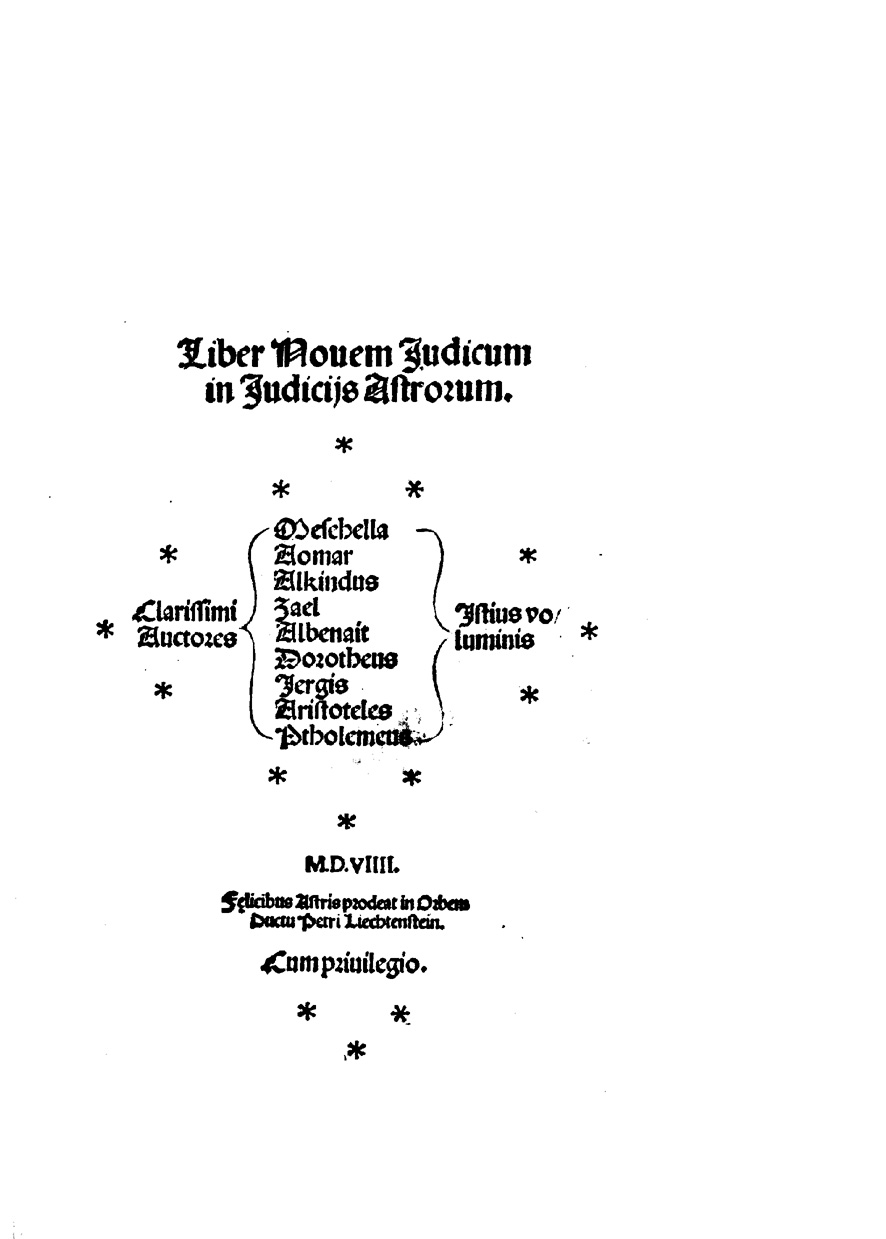
Liber novem iudicum in iudiciis astrorum, 1509

Es un hecho importante de la historia del pensamiento en occidente que su renacer cultural en la Baja Edad Media, viniese precedido de la reinserión del pensamiento filosófico de los clásicos, sobre todo de Aristóteles, por intermedio de pensadores árabes.
La expansión del cristianismo hacia oriente suscitó la necesidad de aprender el griego para poder leer los textos del Nuevo Testamento y de los santos padres transmitidos en griego. Esto supuso al mismo tiempo el conocimiento de la filosofía y el pensamiento clásico, sobre todo, de Aristóteles. 
En Mesopotamia, la escuela de Edesa fundada en 363 por Efrén, enseñaba la doctrina de Aristóteles, Hipócrates y Galeno junto con los escritos de los Padres de la Iglesia. Cerrada en 489 sus filósofos se establecieron en Nísibis y Gundashipur en Persia y en Risaina y Quenneshrin en Siria.
En estas escuelas se mantuvo viva la enseñanza clásica y se tradujeron las obras clásicas al siríaco. De esta forma cuando Justiniano cierra definitivamente la Academia y las escuelas clásicas imponiendo la enseñanza del cristianismo, en Persia y sobre todo en Siria se mantuvo la tradición clásica incluso después de la conquista de los árabes.
Los califas de la dinastía Abásida fundada en el 750 llamaron a estos sirios a su servicio y fueron los copistas y transmisores de la cultura clásica que de esta forma se incorpora a la cultura árabe y a la judía. Los escritos clásicos, traducidos del griego al siríaco y al árabe, llegarán nuevamente a occidente a partir del siglo XI a través de los árabes.
Los árabes introdujeron dos temas específicos en el pensamiento cristiano:
- La problemática relación entre la verdad y la fe en el sentido de que no puede haber contradicción entre ambas. Especial relevancia en este problema tuvieron los mutazilitas como escuela teológica islámica que surgió en el siglo IX a los que se cita como “loquentes” en el siglo XIII.[5]
- Averroes trató esta cuestión en sus obras teológicas Kashf 'an manāhiğ, Tahāfut al-Tahāfut y, sobre todo, en el Fasl al-maqāl. Para ello, se inspirará claramente en las opiniones de al-Kindī al respecto, defendiendo claramente la no contradicción entre filosofía y religión.[6]
- Esta problemática tomó forma relevante en Europa en la conocida “doctrina de la doble verdad” del llamado "averroísmo latino" (una desviada interpretación del pensamiento de Averroes[7]), e influyó las ideas de Tomás de Aquino acerca de la relación entre fe y razón.

- La interpretación del “entendimiento agente” y “entendimiento posible” a partir de los comentarios de Alejandro de Afrodisias al De anima de Aristóteles. Respecto a este último problema el pensamiento de Al-Kindi adquiere gran importancia al suscitarse el problema de los universales en el siglo XI.

## Metafísica
Para al-Kindi, el objetivo de la metafísica es el conocimiento de Dios. Por esta razón, no distingue claramente entre filosofía y teología, ya que considera que ambas se ocupan del mismo tema. Los filósofos posteriores, en particular al-Farabi y Avicena, discreparían fuertemente con él sobre esta cuestión, al afirmar que la metafísica se ocupa en realidad del ser en cuanto ser, y como tal, la naturaleza de Dios es puramente incidental.
En al-Kindi, la metafísica se centra en la unicidad absoluta (tauhid) de Dios, que considera un atributo exclusivo de Dios (y, por tanto, no compartido con nadie más). Con esto quiere decir que, aunque podamos pensar que cualquier cosa existente es "una", en realidad es a la vez "una" y "muchas". Por ejemplo, dice que aunque un cuerpo es uno, también está compuesto de muchas partes diferentes. Una persona puede decir "veo un elefante", con lo que quiere decir "veo un elefante", pero el término "elefante" se refiere a una especie animal que contiene muchos. Por tanto, sólo Dios es absolutamente uno, tanto en el ser como en el concepto, careciendo de multiplicidad alguna. Algunos consideran que esta concepción conlleva una teología negativa muy rigurosa, porque implica que cualquier descripción que pueda predicarse de otra cosa, no puede decirse de Dios.
Además de la unicidad absoluta, al-Kindi también describió a Dios como el Creador. Esto significa que actúa como causa final y eficiente. A diferencia de los filósofos musulmanes neoplatónicos posteriores (que afirmaban que el universo existía como resultado del "desbordamiento" de la existencia de Dios, que es un acto pasivo), al-Kindi concibió a Dios como un agente activo. De hecho, de Dios como agente, porque todas las demás agencias intermediarias dependen de Él. La idea clave aquí es que Dios "actúa" a través de intermediarios creados, que a su vez "actúan" unos sobre otros -mediante una cadena de causa y efecto- para producir el resultado deseado. En realidad, estos agentes intermediarios no "actúan" en absoluto, sino que son un mero conducto para la propia acción de Dios. Esto es especialmente significativo en el desarrollo de la filosofía islámica, ya que retrató la "causa primera" y el "motor inmóvil" de la filosofía aristotélica como compatibles con el concepto de Dios según la revelación islámica.
El aristotelismo de Al-Kindi está fuertemente influenciado por el neoplatonismo y sostiene una metafísica de la luz como emanación neoplatónica que se multiplica y propaga mediante sus rayos. También extiende otra idea aristotélica, la imposibilidad de un infinito real, a la eternidad del universo. Dado que el universo debe estar limitado espacialmente, debe estar limitado temporalmente. Rechaza la creación ab aeterno del mundo. Esto es, el universo no es eterno.

## ElLiber de intellectu
En este libro Al-Kindi pretende tratar el tema del entendimiento «secundum sententiam Platonis et Aristotelis».

### El texto de Aristóteles
El problema surge desde el momento en que el propio Aristóteles no siempre tiene claro si el entendimiento es una facultad separada o no. Claramente afirma la no inmortalidad del alma, pero no siempre esta afirmación se mantiene claramente, pues Aristóteles no siempre pudo dejar de lado sus raíces platónicas.

Puesto que, lo mismo que en toda la naturaleza, hay en cada género de seres algo que es la materia (y esto es en potencia todos los seres), y algo también que es causa y principio activo, porque lo actúa todo, y con ello tiene la relación que el arte con la materia; así también en el alma debe haber necesariamente tales diferencias. Existe, pues, un intelecto tal que se hace todas las cosas; y otro tal que se le debe el que el primero se haga todas las cosas, el cual es una especie de hábito, como la luz lo es;  porque la luz hace en cierta manera que los colores en potencia sean colores en acto. Siempre es superior lo que opera a lo que padece; el principio que la materia. La ciencia en acto es idéntica a su objeto. En un individuo determinado, la ciencia en potencia es anterior a la actual, pero considerada en absoluto la ciencia en potencia no la precede. Pero el intelecto (al cual se debe que el intelecto pasivo se haga todas las cosas) no es tal que ahora entienda, luego no. Solo cuando está separado es lo que es, inmortal y eterno. Pero no nos acordamos, porque es impasible; en cambio el intelecto pasivo está sujeto a la corrupción y sin él nada puede entender
 Aristóteles. De anima, III, 5, 430 y ss.

### La interpretación del texto
Ya desde Teofrasto ha habido las más variadas interpretaciones acerca de este texto. Fue comentado por Alejandro de Afrodisias distinguiendo un entendimiento agente (nous poietikós) y un entendimiento pasivo o posible (nous pazetikós);
Al-Kindi siguiendo la teoría de Alejandro de Afrodisias ofrece la interpretación siguiente: el entendimiento está siempre en acto como sustancia espiritual distinta del alma, superior a ella y actúa sobre el alma actualizando su potencia de inteligir, por lo que hay un solo y único entendimiento agente para todos los hombres ya que los individuos solo tienen un entendimiento en potencia.
De esta manera se garantiza que todos los seres humanos que conocen lo sensible de forma individual y concreta en la experiencia de cada uno y, por tanto subjetiva, refieran dichas percepciones sensibles a un único referente universal, la idea platónica, convertida de este modo en concepto universal.
De igual forma, su teoría sobre el alma manifiesta la influencia directa del neoplatonismo, pues Al-Kindi la concibe como una sustancia indivisible y espiritual que, sin embargo, mora en el cuerpo que la limita y, debido a ello, en este mundo no está en su estado puro. El acto de intelección es lo que lbera al alma de las limitaciones materiales de este mundo.
Cuando en el siglo XI se suscite la polémica entre los «dialécticos», Anselmo de Besate y Berengario de Tours y los «antidialécticos» Pedro Damián y sobre todo la disputa entre Abelardo y Guillermo de Champeaux sobre los “conceptos universales” y toda su problemática en la Universidad de París, la interpretación de Al-Kindi va a cobrar toda su importancia en el pensamiento occidental.

## Obras
Se le conocen más de 270 textos, la mayoría perdidos. Entre los más conocidos, que se tradujeron al latín durante la Edad Media:
- Diversos comentarios sobre Aristóteles.
- Tractatus de erroribus philosophorum (Tratado sobre los errores de los filósofos).
- De quinque essentiis (Sobre las cinco esencias)
- De intellectu (Tratado del intelecto).
- De aspectibus, tratado de óptica que fue traducido al latín por Gerardo de Cremona.